# 双四角台塔反柱
双四角台塔反柱（そうしかくだいとうはんちゅう、Gyroelongated square bicupola）とは、45番目のジョンソンの立体で、正八角反柱の2つの底面に正四角台塔(J4)をつけた形である。

3次元空間上では鏡像の区別が存在する。

## 関連図形
| 正四角台塔反柱 （片方の台塔を取り除く）                                      | 同相双四角台塔 （同相になるように反角柱を取り除く）                              | 異相双四角台塔 （同相にならないように反角柱を取り除く） | 斜方立方八面体 （反角柱を角柱に変え、片側を同相になるように22.5°回す） |
| 異相双四角台塔柱 （反角柱を角柱に変え、片側を同相にならないように22.5°回す） | 双側台塔切頂立方体 （反角柱を切頂六面体に変え、片側を同相になるように22.5°回す） | 双三角台塔反柱 （台塔の角の数を減らす）                 | 双五角台塔反柱 （台塔の角の数を増やす）                                |